# Margrit Schriber
Margrit Schriber (* 4. Juni 1939 in Luzern) ist eine Schweizer Schriftstellerin.

## Leben und Schreiben
Margrit Schriber wurde als Margaritha Elsa Weber in Luzern geboren und ist in Brunnen und Küssnacht im Kanton Schwyz aufgewachsen. Sie absolvierte eine Banklehre und arbeitete bis zu ihrer Heirat als Bankangestellte; nachher jobbte sie als Aushilfe in Büros, als Werbegrafikerin und Mannequin. Sie lebt seit längerem in Zofingen im Kanton Aargau und in der französischen Département Dordogne.
Schriber ist Verfasserin von Alltagsgeschichten in einer kühlen Sprache, in denen häufig eine desillusionierende Bilanz des Lebens ihrer Protagonisten gezogen wird. Sie begreift sich aber nicht als Pessimistin, sondern sieht in der Desillusionierung eine Chance zur Veränderung des Lebens ihrer Figuren. Lange Zeit kostete es Schriber viel Durchhaltevermögen, um sich ihren männlichen Literaturkritikern gegenüber durchzusetzen, die ihre Themen und Motive als banal einstuften. Ab 2006 schrieb sie mehrere historische Romane über Frauen im 18./19. und 20. Jahrhundert, die getötet, verstossen, ausgebeutet oder verachtet wurden. Ihr Kriminalroman ist eine Fortsetzung ins 21. Jahrhundert.
Sie ist Mitglied im Schriftstellerverband Autorinnen und Autoren der Schweiz (AdS) und beim «DeutschSchweizer P.E.N.-Zentrum».
Schriber ist seit 1988 in zweiter Ehe mit Daniel Schären verheiratet.

## Auszeichnungen
- 1977 Einzelwerkpreis der Schweizerischen Schillerstiftung
- 1977, 1980, 1984, 1992 und 1997 je ein Werkjahr des Kantons Aargau
- 1985 und 1987 Ehrengabe der Stadt Zürich
- 1998 Aargauer Literaturpreis

## Werke

### Buchausgaben
- Aussicht gerahmt. Roman. Huber, Frauenfeld 1976; 2. Auflage: Huber, Frauenfeld 1981
- Außer Saison. Erzählungen. Huber, Frauenfeld 1977
- Kartenhaus. Roman. Huber, Frauenfeld 1978; 2. überarb. Auflage: Verlag Pro Libro, Luzern 2008, ISBN 978-3-9523163-9-9
- Dazwischen. Ein monologischer Dialog / Ein wenig Lärm im Keller. Monodrama / Montag. Lenos (Texte für die Theaterwerkstatt 4), Basel 1979
- Vogel flieg. Roman. Huber, Frauenfeld 1980
- Luftwurzeln. Erzählungen. Huber, Frauenfeld 1981
- Muschelgarten. Roman. Nagel & Kimche, Zürich 1984
- Tresorschatten. Roman. Nagel & Kimche, Zürich 1987, ISBN 3-312-00126-9
- AugenWeiden. Roman. Nagel & Kimche, Zürich 1990, ISBN 3-312-00156-0
- Rauchrichter. Roman. Nagel & Kimche, Zürich 1993, ISBN 3-312-00188-9
- Schneefessel. Roman. Nagel & Kimche, Zürich 1998, ISBN 3-312-00238-9
- Von Zeit zu Zeit klingelt ein Fisch. Erzählungen. Nagel & Kimche, Zürich 2001, ISBN 3-312-00282-6
- Das Lachen der Hexe. Roman. Nagel & Kimche, Zürich 2006, ISBN 3-312-00373-3
- Die falsche Herrin. Roman. Nagel & Kimche, Zürich 2008, ISBN 978-3-312-00413-3
- Die hässlichste Frau der Welt (über Julia Pastrana). Roman. Nagel & Kimche, Zürich 2009, ISBN 978-3-312-00446-1
- Das zweitbeste Glück. Roman. Nagel & Kimche, Zürich 2012, ISBN 978-3-312-00481-2
- Syra die Stripperin. Roman. ProLibro, Luzern 2013, ISBN 978-3-905927-30-6
- Schwestern wie Tag und Nacht. Roman. ProLibro, Luzern 2015, ISBN 978-3-905927-45-0
- Glänzende Aussichten. Roman. Nagel & Kimche, Zürich 2018, ISBN 978-3-312-01062-2
- Die Vielgeliebte meines Mannes. Roman. Nagel & Kimche, Zürich 2020, ISBN 978-3-312-01161-2
- Das Abenteuer, eine Frau zu sein. Roman-Biographie. Nagel & Kimche, Zürich 2022, ISBN 978-3-312-01258-9, 1. Auflage.
- Die Stickerin. Roman. Bilger Verlag, Zürich 2024, ISBN 978-3-03762-111-0.

### Hörspiele
- Ein Platz am Seitenpodest, Radio DRS 1979
- An einem solchen Tag, Radio DRS 1980
- Tambourinschlag, Radio DRS 1982
- Entschuldige, Radio DRS 1984
- Syra die Nackttänzerin, Radio DRS 2015